# Ralph Roeder
Ralph Edmund LeClercq Roeder (Nueva York, Estados Unidos, 7 de abril de 1890 - Ciudad de México, México, 22 de octubre de 1969) fue un escritor estadounidense. Escribió su mayor obra en inglés sobre el presidente de México, Benito Juárez.

## Biografía
Ralph Roeder nació en Nueva York, cuyo padre era un inmigrante alemán llamado George Roeder y su madre era Ida Carolina LeClercq, proveniente de Charleston, Carolina del Sur. Su abuela maternal era la compositora estadounidense Marie Regina Siegling LeClercq. Estudió periodismo en la Universidad de Harvard y en la Universidad de Columbia. Durante la década de 1920 fue corresponsal en Roma para el Chicago Daily News. Realizó diversos artículos en The Arts y en The Arts Monthly y tuvo una breve carrera como actor en Broadway, interpretando diversos personajes, como el de Orestes, de la obra de Sófocles ''Electra''. El 3 de diciembre de 1929, se casó con Fania Esiah Mindell, una neoyorquina de ascendencia rusa, que era diseñadora de vestuario, artista, y feminista quién, junto con Margaret Sanger y su hermana Ethel Byrne, había sido co-defensora los Juicios contra la Clínica Brownsville en 1917.
Mucho antes de conocer a Fania, Roeder había mostrado interés hacia diversas causas izquierdistas. Tras graduarse de la universidad, Roeder viajó a México, en plena Revolución mexicana, la cual había estallado en 1910. Había colaborado con Pancho Villa como voluntario, y en un momento fue capturado "por contra-revolucionarios mexicanos y fue colocado en una pared para ser fusilado. Pero por alguna razón, no ordenaron dispararle, y sobrevivió." Durante los años treinta, Roeder investigó y escribió tres libros sobre historia italiana, pero hacia mediados de los años cuarenta, retornó su interés hacia México. Durante los años cincuenta, con el apogeo del macarthismo en su país natal, Roeder se muda con su familia a Ciudad de México. En aquella ciudad, "Ralph continuó trabajando en lo que había comenzado en Nueva York por Comité de Escritores Exilidados"
Roeder pasó el resto de su vida en Ciudad de México como un apátrida, en donde escribió y tradujo obras de naturaleza generalmente histórica. Además del italiano, hablaba francés y alemán con fluidez, y escribió varios libros en español.
Su biografía sobre Benito Juárez fue criticada en diversas revistas eruditas en los EE. UU. El historiador de Hispanic American Historical Review Walter V. Scholes, aclamó el libro de Roeder como la mejor biografía de Juárez realizada en inglés, pero criticó la completa falta de fuentes académicas, esencial para marcar de veracidad de la información. Scholes también criticó a Roeder, la poca cobertura hacia los principales problemas que tuvo México durante el siglo XIX y la cobertura desigual sobre la vida de Juárez. Una crítica en The Catholic Historical Review realizada por Robert J. Welch también criticó a Roeders por su ausencia de citas en sus obras. "Es casi inconcebible que un tratamiento de gran magnitud, que se presenta como una historia fiable sobre una figura y período controversial, se haya ignorado completamente un requisito tan fundamental como las citas."
En 1965, Roeder fue galardonado con el premio más prestigioso de México, la Orden del Águila Azteca. Falleció en Ciudad de México en 1969, tras una herida en su cabeza por arma de fuego, lo cual se cree que fue un suicidio. Fue sepultado en el Panteón Civil de Dolores de la ciudad.

## Obras
- Savonarola: Estudio en Conciencia, Brentano's, Nueva York, 1930.
- El Hombre del Renacimiento: Cuatro Legisladores, Savanarola, Maquiavelo, Castiglione, Aretino, The Viking Press, 1933.
- Catalina de Medici y la Revolución Perdida, The Viking Press, 1937.
- Juárez y su México, una Historia Biográfica - Completo en Dos Volúmenes, The Viking Press, 1947.
- Hacia el México moderno: Porfirio Díaz, 1973. (obra póstuma)